# Bartolomeo Fenaroli Avogadro
Bartolomeo Fenaroli Avogadro (Rudiano, 15 marzo 1796 – Brescia, 10 novembre 1869) è stato un politico italiano.

## Biografia

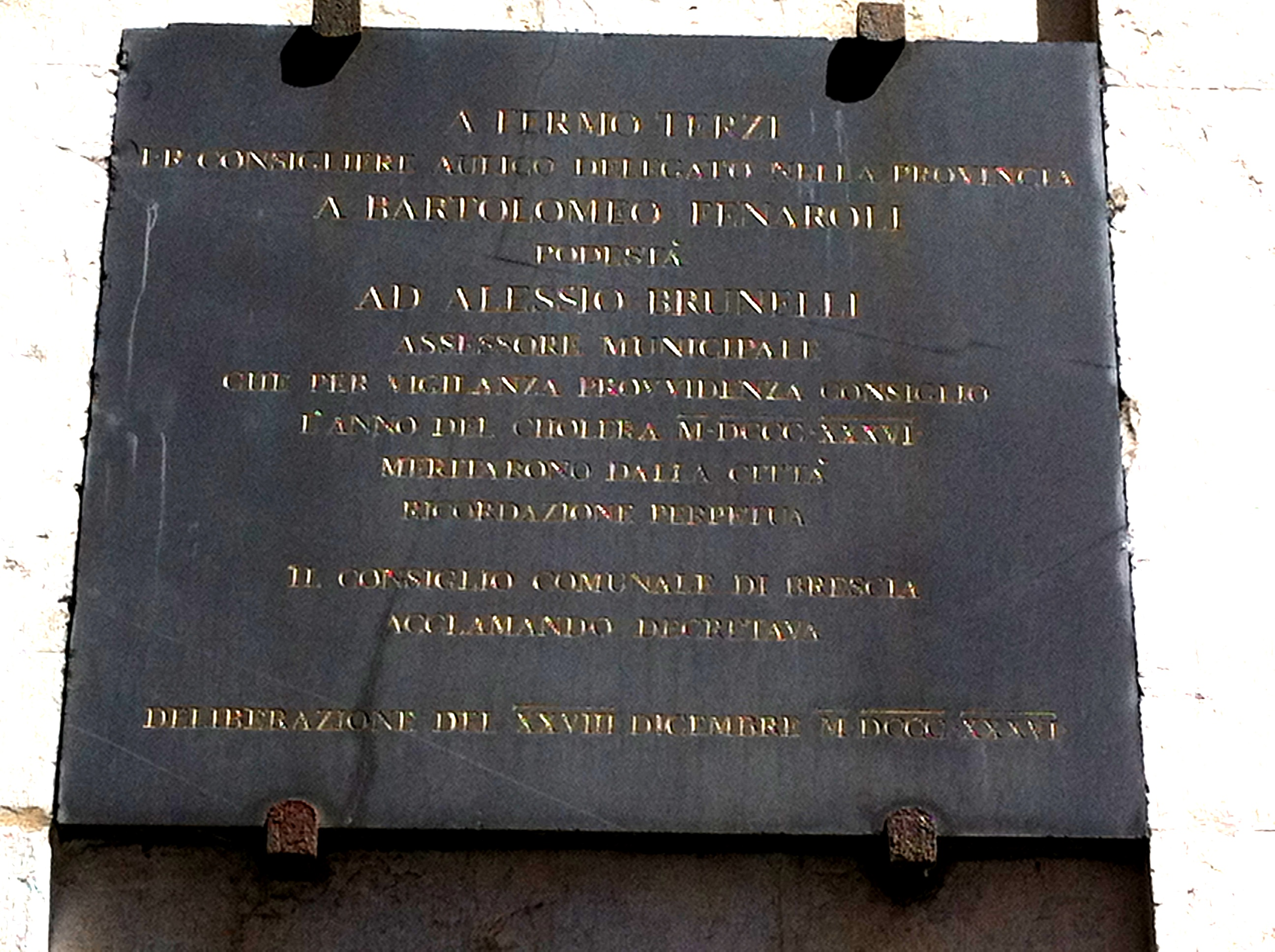
Lapide commemorativa per Bartolomeo Fenaroli in piazza delle Loggia (BS)

Figlio del conte Girolamo Fenaroli Avogadro, e della contessa Barbara Agosti nasce a Rudiano nel 1796. Studia con il fratello Ippolito nel collegio Tolomei di Siena. Fu Podestà di Brescia dal 1829 al 1838 segnalandosi per l'abilità amministrativa e per la generosità dimostrata durante il colera del 1836 (per questo gesto gli fu dedicato una lapide commemorativa in piazza della Loggia).
Fu Ciambellano di Sua Maestà Reale Apostolica, decorato nel 1836 dell'Imperiale Ordine Austriaco della Corona di Ferro e conte dell'impero. Sposa Beatrice Maffei Erizzo, della casata principesca veneziana, da cui avrà Girolamo, Livia, Barbara e Paolina. Muore a Brescia la notte del 10 novembre 1869 per un colpo di epilessia.